# Damita Jo

I'll Save The Last Dance For You auf Mercury 71690

Damita Jo, vollständiger Name Damita Jo DuBlanc (* 5. August 1930 in Austin, Texas; † 25. Dezember 1998 in Baltimore, Maryland), war eine US-amerikanische Sängerin, die in den 1950er und 1960er Jahren hauptsächlich mit Rhythm-and-Blues-Musik erfolgreich war.

## Leben
Damita Jo wuchs im kalifornischen Santa Barbara auf und kam 1949 durch Vermittlung des Discjockeys Joe Adams aus Los Angeles im dortigen Club Oasis zu einem zweimonatigen Engagement als Sängerin. Adams vermittelte ihr auch bei der Schallplattenfirma Discovery Records den ersten Plattenvertrag, durch den es 1950 zu zwei Singleveröffentlichungen kam. 1951 schloss sich Damita Jo der Rhythm-and-Blues-Gruppe Red Caps an, deren Leiter Steve Gibson sie wenig später heiratete. Mit den Red Caps nahm sie bis 1960 mehr als 20 Platten bei verschiedenen Plattenfirmen auf. Über die Red Caps kam Damita Jo auch zu einem Soloplattenvertrag bei RCA Victor, wo mit ihr bis 1955 etwa sieben Singles produziert wurden. Abgesehen von einem 20. Platz mit dem Titel I Went to Your Wedding der Red Caps blieben die RCA-Aufnahmen ohne Erfolg. Nach einem ebenso erfolglosen zweijährigen Zwischenspiel bei ABC-Paramount schloss sich Damita Jo 1959 dem Plattenlabel Mercury Records an. Dort feierte sie ein Jahr später ihren ersten Soloerfolg mit dem Antwortsong auf den Titel der Drifters Save the Last Dance for Me, der bei ihr I'll Save the Last Dance for You hieß und bei Billboard Platz 16 in den Rhythm-and-Blues-Charts und den 22. Platz in den Hot 100 erreichte. Noch besser wurde ihr 1961er-Titel I'll Be There notiert, er kam auf die Ränge 12 (Hot 100) und 15 (R&B). Die folgenden Mercury-Singles konnten sich nicht mehr am Plattenmarkt behaupten, und so kündigte die Plattenfirma 1963 nach insgesamt 14 Singles und vier Langspielplatten den Vertrag mit Damita Jo.
Nach kurzen Stationen bei den Labels Melic und Vee-Jay erhielt Damita Jo 1965 einen neuen Kontrakt bei der New Yorker Firma Epic Records. Dort wurden bis 1967 neun Singles produziert, von denen Billboard drei Titel in den Hot 200 und vier in den Adult-Contemporary-Charts aufnahm. Die erfolgreichste Epic-Aufnahme war der Titel If You Go Away, der bei den Top 200 Platz 68 und bei den AC-Charts Rang 10 erreichte. Ihre Plattenkarriere beendete Damita Jo 1971 bei der 1968 gegründeten Plattenfirma Ranwood, wo unter anderem Aufnahmen der Orchester von Lawrence Welk und Ray Anthony erschienen. Von Damita Jo erschienen bei Ranwood acht Singles und zwei Langspielplatten.
In den 1970er Jahren profilierte sich Damita Jo in der Comedy-Szene mit Auftritten in Nachtklubs und der TV-Comedyshow von Redd Foxx. Ende der 1970er Jahre ließ sie sich in Baltimore nieder und widmete sich der Gospelmusik. Daneben machte sie Ausflüge in die Jazzszene, wo sie Auftritte bei den Atlantic City Jazz Festivals von 1979 und 1980 hatte. 1985 veröffentlichte sie ein Album mit religiöser Musik. Weihnachten 1998 starb sie an den Folgen einer Atemwegserkrankung im Alter von 68 Jahren.

## Billboard-Notierungen
| Titel                                     | Jahr | Label   | Pop  | R&B | AC  |
| I’ll Save the Last Dance for You          | 1960 | Mercury | 22.  | 16. |     |
| Keep Your Hands Off of Him                | 1961 | Mercury | 75.  |     |     |
| I’ll Be There                             | 1961 | Mercury | 12.  | 15. |     |
| Nobody Knows You When You’re Down and Out | 1965 | Epic    |      |     | 30. |
| Tomorrow Night                            | 1965 | Epic    | 124. |     |     |
| Gotta Travel On                           | 1965 | Epic    | 119. |     |     |
| If You Go Away                            | 1966 | Epic    | 68.  |     | 10. |
| Yellow Days                               | 1967 | Epic    |      |     | 34. |
| Walk Away                                 | 1967 | Epic    |      |     | 28. |

## US-Diskografie

### Solo-Singles
| veröffentl. | A- / B-Seite                                                               | Kat.Nr.       |
|             |                                                                            | Discovery     |
| 1950        | Believe Me / Here I Am                                                     | 521           |
| 1950        | Until the Real Thing Comes Along / Anytime, Anyplace, Anywhere             | 523           |
|             |                                                                            | RCA Victor    |
| 1952        | I Don't Care / I'd Do It Again                                             | 47-5022       |
| 1953        | Go Way From My Window / Let Me Share Your Name                             | 47-5120       |
| 1953        | Missing (One Heart) / (Oh Jenny) The Window Walk                           | 47-5253       |
| 1953        | Do Me a Favor / Don't You Care                                             | 47-5328       |
| 1953        | Face to Face / Sadie Thompson's Song                                       | 47-5570       |
| 1955        | In My Heart / Abracadabara                                                 | 47-6185       |
| 1955        | Always / Free Hearted                                                      | 47-6281       |
|             |                                                                            | ABC-Paramount |
| 1957        | How Will I Know? / I'll Never Cry                                          | 9822          |
|             |                                                                            | Mercury       |
| 1959        | The Dance Was Over / Look at Yourself                                      | 71493         |
| 1960        | What Would You Do / Window Talk                                            | 71568         |
| 1960        | Little Things Mean A Lot / I Burned Your Letter                            | 71608         |
| 1960        | I'll Save the Last Dance for You / Forgive                                 | 71690         |
| 1961        | Keep Your Hands Off of Him / Hush, Somebody's Calling My Name              | 71760         |
| 1961        | Sweet Georgia Brown / Do What You Want                                     | 71793         |
| 1962        | I'll Be There / Love Laid It's Hands On Me                                 | 71840         |
| 1962        | Dance With a Dolly / You're Nobody 'Til Somebody Loves You                 | 71871         |
| 1962        | I Didn't Know I Was Crying / I Built My World Around a Dream               | 71929         |
| 1962        | You're Nobody 'Til Somebody Loves You / Joey                               | 71946         |
| 1962        | Another Dancing Partner / Please Send Me Someone to Love                   | 71984         |
| 1962        | The Window Up Above / Tennessee Waltz                                      | 72019         |
| 1963        | Drama of Love / Hobo Flats                                                 | 72121         |
| 1963        | In the Dark / Melancholy Baby                                              | 72162         |
|             |                                                                            | Melic         |
| 1964        | It Kills Me / Molly Dear Malone                                            | 4146          |
| 1964        | Please Don't Use My Name / It's to Late to Be Sorry                        | 4154          |
|             |                                                                            | Vee-Jay       |
| 1965        | I'm Waiting for Ships That Never Come In / Hurt a Fool                     | 661           |
|             |                                                                            | Epic          |
| 1965        | Silver Dollar / Tomorrow Night                                             | 5-9766        |
| 1965        | Gotta Travel On / Something You Got                                        | 5-9797        |
| 1965        | Nobody Knows You When You're Down And Out / Whispering Grass               | 5-9821        |
| 1965        | Sweet Pussycat / Who Could Ask for More                                    | 5-9860        |
| 1966        | That Special Way / Tossin' and Turnin'                                     | 5-9887        |
| 1966        | If You Go Away / If You Go Away                                            | 5-10061       |
| 1966        | If You Go Away / When The Fog Rolls in to San Francisco                    | 5-10061       |
| 1967        | No Guilty Feelings / Yellow Days                                           | 5-10176       |
| 1967        | Walk Away / Dinner for One Please James                                    | 5-10235       |
|             |                                                                            | Ranwood       |
| 1968        | Loving You / Reason to Believe                                             | 820           |
| 1968        | Grown Up Games / Lonely Letters                                            | 826           |
| 1969        | Brother Love's Traveling Salvation Show / I'll Save the Last Dance for You | 844           |
| 1969        | Lonely Teardrops / Ain't Misbehavin'                                       | 857           |
| 1970        | Paint Me Loving You / Tomorrow is the First Day                            | 869           |
| 1970        | Mrs. Robinson / Two Worlds                                                 | 884           |
| 1971        | Hallelujah Baby / Two Worlds                                               | 894           |

### Vinyl-LPs
| veröffentl. | Titel                            | Kat.Nr.       |
| 1961        | I'll Save the Last Dance for You | Mercury 60642 |
| 1962        | Damita Jo at the Diplomat        | Mercury 60703 |
| 1962        | Sing a Country Song              | Mercury 60734 |
| 1963        | This One's for Me                | Mercury 60818 |
| 1965        | Damita Jo Sings                  | Vee-Jay 1137  |
| 1965        | This Is Damita Jo                | Epic 24131    |
| 1965        | If You Go Away                   | Epic 26244    |
| 1968        | Miss Damita Jo                   | Ranwood 8037  |
| 1969        | I'll Save the Last Dance for You | Ranwood 8057  |
| 1968        | The Irresistible                 | Sunset 5198   |